# Біле на білому
«Біле на білому» або «Білий квадрат» — картина українського художника-авангардиста Казимира Малевича, яскравий приклад супрематичного живопису. Ще зустрічається назва «Білий квадрат на білому тлі». На полотно нанесена основа, а по ній білою олійною фарбою — квадрат. Так звані полотна «біле на білому» — це остання стадія розвитку супрематизму Малевича, поява її припадає на середину 1918 року. Головна риса цієї стадії — відсутність кольору (до того говоримо лише про безпредметність).